# Psammastra conulosa
Psammastra conulosa är en svampdjursart som beskrevs av Kieschnick 1896. Psammastra conulosa ingår i släktet Psammastra och familjen Ancorinidae.
Artens utbredningsområde är havet kring Indonesien. Inga underarter finns listade i Catalogue of Life.